# 奥帕特村
奥帕特村（匈牙利語：Apátfalva）是匈牙利琼格拉德州所辖的一个村。总面积53.77平方公里，总人口3039，人口密度56.5人/平方公里（2011年1月1日）。